# Антония Григорова
Антония Григорова е българска състезателка по ски бягане и планинско бягане.
Участвала е в олимпийските игри във Ванкувър през 2010 г. и Сочи 2014 и на световните първенства в Либерец през 2009 г. и във Вал ди Фиеме през 2013 г.
Григорова дебютира в състезание от Световната купа по ски бягане на 2 декември 2007 г. в Куусамо, Финландия. Най-доброто ѝ класиране за Световната купа е 59-о място в 10 km свободен стил в Кенмор, Канада на 5 февруари 2010 г.
На зимните олимпийски игри във Ванкувър през 2010 г. участва в 10 km свободен стил (59-о място) и преследването на 15 km (61-во място). На олимпиадата в Сочи през 2014 г. участва в спринта свободен стил (60-о място) и 30 km свободен стил масов старт (50-о място).
Взима участие и в състезания по планинско бягане.

## Олимпийски игри
| Игри           | 10 км свободен стил | 30 км свободен стил | Спринт                |
| -------------- | ------------------- | ------------------- | --------------------- |
| Пьонгчанг 2018 | 66-о                | -                   | 66-о в Квалификацията |